# David Alaba
David Olatukunbo Alaba (Wenen, 24 juni 1992) is een Oostenrijks voetballer van Nigeriaans-Filipijnse afkomst die meestal als linksback of middenvelder speelt. Alaba verruilde Bayern München in mei 2021 voor Real Madrid voor de duur van vijf seizoenen. Alaba debuteerde in 2009 in het Oostenrijks voetbalelftal.

## Clubcarrière

### Bayern München
Alaba begon met voetballen bij SV Aspern in zijn geboortestad. Toen hij tien jaar oud was, werd hij opgenomen in de jeugdopleiding van Austria Wien. Daar werd hij opgemerkt door Bayern München, dat hem in 2008 naar Duitsland haalde. Alaba speelde vanaf 2009 regelmatig in het belofteteam van Bayern München. In januari 2010 werd hij samen met Diego Contento en Mehmet Ekici door toenmalig coach Louis van Gaal overgeheveld naar het eerste elftal. Hij debuteerde daarin in een wedstrijd om de DFB-Pokal tegen Greuther Fürth (6–2 winst), waarin hij mocht invallen voor Christian Lell. Vervolgens mocht hij op zeventienjarige leeftijd invallen in een wedstrijd in de UEFA Champions League tegen Fiorentina (3–2 nederlaag).
Bayern München verhuurde Alaba in 2011 voor zes maanden aan 1899 Hoffenheim als onderdeel van de overgang van Hoffenheim-middenvelder Luiz Gustavo naar Bayern München. Hier scoorde hij op 23 januari 2011 zijn eerste doelpunt in de Bundesliga, toen met 2–2 gelijkgespeeld werd tegen FC St. Pauli.
Aan het begin van het seizoen 2011/12 keerde hij terug bij Bayern München, waar hij een vaste waarde werd in het eerste elftal. Zijn eerste doelpunt voor het eerste elftal van de Beierse club viel op 23 oktober 2011, toen met 2–1 verloren werd van Hannover 96. Door een gele kaart in de halve finales van de UEFA Champions League tegen Real Madrid miste hij de finale, waarin Bayern München na strafschoppen verloor van Chelsea. Het seizoen erna speelde hij negentig minuten in de finale, toen met 2–1 gewonnen werd van Borussia Dortmund. Op 2 december 2013 verlengde de Oostenrijker zijn verbintenis met drie jaar, tot medio 2018. Ruim twee jaar later, in maart 2016, accepteerde Alaba een contractverlenging tot de zomer van 2021.
Met Bayern won Alaba negen keer achter elkaar de Bundesliga, nog vijf keer de DFB Pokal en op 23 augustus 2020 tegen Paris Saint-Germain voor de tweede keer de Champions League. Alaba begon als linksback maar speelde in zijn laatste twee seizoenen voornamelijk als linkercentrale verdediger door de komst van Alphonso Davies. In totaal speelde Alaba 431 wedstrijden voor Bayern, waarin hij goed was voor 33 goals en 55 assists. Hij won 27 prijzen met Bayern, werd zeven keer uitgeroepen tot Oostenrijks voetballer van het jaar (waaronder zes keer op rij van 2011 tot 2016) en werd drie keer genoemd in het UEFA Team van het Jaar.

### Real Madrid
Alaba verruilde Bayern München in mei 2021 voor Real Madrid en tekende een vijfjarig contract. Op 14 augustus maakte hij tegen Deportivo Alavés met een assist zijn debuut voor Real. Op 24 oktober was hij in zijn eerste El Clásico goed voor zijn eerste doelpunt voor Real, dat de wedstrijd met 1-2 won in Camp Nou. Dat seizoen won hij zijn tweede achtereenvolgende Champions League, terwijl hij ook voor het eerst kampioen van Spanje werd. Hij speelde 46 wedstrijden in alle competities, waarvan de meeste als centrale verdediger. 
Hoewel zijn seizoen er al in december 2023 met een gescheurde kruisband, won Alaba in zijn derde seizoen bij Real wel voor de vierde keer in zijn carrière de Champions League. Hij won dat jaar wel voor de tiende keer de prijs voor Oostenrijks voetballer van het jaar.

## Clubstatistieken
| Seizoen | Club           | Competitie       | Competitie | Competitie | Beker | Beker | Internationaal | Internationaal | Totaal | Totaal |
| Seizoen | Club           | Competitie       | Wed.       | Dlp.       | Wed.  | Dlp.  | Wed.           | Dlp.           | Wed.   | Dlp.   |
| ------- | -------------- | ---------------- | ---------- | ---------- | ----- | ----- | -------------- | -------------- | ------ | ------ |
| 2009/10 | Bayern München | Bundesliga       | 3          | 0          | 1     | 0     | 2              | 0              | 6      | 0      |
| 2010/11 | Bayern München | Bundesliga       | 2          | 0          | 1     | 0     | 0              | 0              | 3      | 0      |
| 2010/11 | → Hoffenheim   | Bundesliga       | 17         | 2          | 1     | 0     | -              | -              | 18     | 2      |
| 2011/12 | Bayern München | Bundesliga       | 30         | 2          | 6     | 1     | 11             | 0              | 47     | 3      |
| 2012/13 | Bayern München | Bundesliga       | 23         | 3          | 4     | 0     | 11             | 2              | 38     | 5      |
| 2013/14 | Bayern München | Bundesliga       | 28         | 2          | 5     | 0     | 12             | 2              | 45     | 4      |
| 2014/15 | Bayern München | Bundesliga       | 19         | 2          | 3     | 3     | 6              | 0              | 28     | 5      |
| 2015/16 | Bayern München | Bundesliga       | 30         | 1          | 5     | 0     | 10             | 1              | 45     | 2      |
| 2016/17 | Bayern München | Bundesliga       | 32         | 4          | 6     | 1     | 9              | 0              | 47     | 5      |
| 2017/18 | Bayern München | Bundesliga       | 23         | 2          | 0     | 0     | 7              | 0              | 30     | 2      |
| 2018/19 | Bayern München | Bundesliga       | 31         | 3          | 4     | 0     | 7              | 0              | 42     | 3      |
| 2019/20 | Bayern München | Bundesliga       | 28         | 1          | 6     | 1     | 8              | 0              | 42     | 2      |
| 2020/21 | Bayern München | Bundesliga       | 32         | 2          | 1     | 0     | 12             | 0              | 45     | 2      |
| 2021/22 | Real Madrid    | Primera División | 30         | 2          | 4     | 0     | 12             | 1              | 46     | 3      |
| 2022/23 | Real Madrid    | Primera División | 23         | 1          | 5     | 1     | 11             | 0              | 39     | 2      |
| 2023/24 | Real Madrid    | Primera División | 14         | 0          | 0     | 0     | 3              | 0              | 17     | 0      |
| Totaal  | Totaal         | Totaal           | 365        | 27         | 52    | 7     | 121            | 6              | 531    | 40     |

Bijgewerkt op 11 april 2023

## Interlandcarrière
Alaba werd sinds zijn debuut bij München enkele keren opgeroepen voor de nationale ploeg van Oostenrijk. Zijn eerste interland was op 14 oktober 2009, toen hij in de WK-kwalificatiewedstrijd tegen Frankrijk (3–1 nederlaag) na tachtig minuten inviel voor Christian Fuchs. Alaba is de jongste speler ooit die uitkwam voor Oostenrijk. De andere debutant dat duel was Christian Gratzei (Sturm Graz). Zijn eerste doelpunt viel te noteren op 16 oktober 2012, toen met 4–0 werd gewonnen van Kazachstan. Alaba was verantwoordelijk voor de derde treffer. Hij sloot de kwalificatiereeks voor het WK 2014 af als topscorer van Oostenrijk. Hij scoorde zes keer, namelijk tegen Kazachstan, Faeröer, Ierland, Zweden, opnieuw Ierland en opnieuw Faeröer. Met Oostenrijk nam Alaba in juni 2016 deel aan het Europees kampioenschap voetbal 2016 in Frankrijk. Oostenrijk werd uitgeschakeld in de groepsfase na nederlagen tegen Hongarije (0–2) en IJsland (1–2) en een gelijkspel tegen Portugal (0–0). Waar hij voor club vooral als linksback speelt, speelde hij dat toernooi als aanvallende middenvelder voor Oostenrijk.
Op 24 maart 2017 was Alaba tegen Moldavië voor het eerst aanvoerder van Oostenrijk. Vier jaar werd hij als opvolger van Julian Baumgartlinger de nieuwe vaste aanvoerder. Tijdens het EK 2020 (dat een jaar later gespeeld werd), speelde Alaba als aanvoerder allevier de wedstrijden als centrale verdediger in een driemansverdediging. Daar werd het in de achtste finale uitgeschakeld door latere winnaar Italië. Op 17 juni 2023 speelde Alaba zijn 100'ste wedstrijd voor Oostenrijk, iets wat alleen Marko Arnautović, Andreas Herzog en Aleksandar Dragović hem voor hadden gedaan. Door een gescheurde kruisband miste Alaba het EK 2024 in Duitsland, maar was hij wel mee als deel van de staf en 'niet-spelende aanvoerder'. In maart 2025 keerde Alaba na anderhalf jaar terug in de selectie van Oostenrijk.

## Erelijst
Bayern München
- UEFA Champions League: 2012/13, 2019/20
- UEFA Super Cup: 2013, 2020
- FIFA Club World Cup: 2013, 2020
- Bundesliga: 2009/10, 2012/13, 2013/14, 2014/15, 2015/16, 2016/17, 2017/18, 2018/19, 2019/20, 2020/21
- DFB-Pokal: 2009/10, 2012/13, 2013/14, 2015/16, 2018/19, 2019/20
- DFL-Supercup: 2013, 2016, 2017, 2018, 2020

 Real Madrid
- UEFA Champions League: 2021/22, 2023/24
- UEFA Super Cup: 2022, 2024
- FIFA Club World Cup: 2022
- Primera División: 2021/22, 2023/24
- Copa del Rey: 2022/23
- Supercopa de España: 2021/22

Individueel
- Oostenrijks Voetballer van het Jaar: 2011, 2012, 2013, 2014, 2015, 2016, 2020, 2021, 2022, 2023
- Oostenrijks Sporter van het Jaar: 2013, 2014
- UEFA Team van het Jaar: 2013, 2014, 2015
- UEFA Champions League Team van de Groepsfase: 2015/16
- UEFA Champions League Elftal van het Seizoen: 2019/20
- ESM Team van het Jaar: 2013/14
- France Football World XI: 2015
- Bundesliga Team van het Seizoen: 2014/15, 2015/16
- FIFA FIFPro World11 (tweede elftal): 2013, 2014, 2015, 2016
- FIFA FIFPro World11 (vierde elftal): 2017